# Mike McCready
Michael David McCready, detto Mike (Pensacola, 5 aprile 1966), è un chitarrista statunitense, noto soprattutto per essere il chitarrista solista dei Pearl Jam.

## Biografia
Poco dopo la sua nascita, la sua famiglia si trasferisce a Seattle. All'età di 11 anni riceve la sua prima chitarra e inizia a prendere lezioni. Dopo lo scioglimento del suo primo gruppo, gli Shadow, viene chiamato dal chitarrista Stone Gossard ad entrare nei Mookie Blaylock, assieme al bassista Jeff Ament. Il gruppo cambierà presto il nome in Pearl Jam. Qui McCready riveste il ruolo di chitarrista solista, e il suo stile si rifà a un blues energico, influenzato anche dal chitarrista Stevie Ray Vaughan.
Nel corso della sua carriera, ha fatto parte dei Temple of the Dog, gruppo tributo all'ex cantante dei Mother Love Bone Andy Wood, insieme al cantante dei Soundgarden Chris Cornell, ai membri dei Pearl Jam Gossard e Ament, che furono membri dei Mother Love Bone, e Eddie Vedder, cantante dei Pearl Jam. Il gruppo pubblica un unico album omonimo nel 1991.
Ha dato vita a diversi progetti paralleli ai Pearl Jam. Tra questi, i Mad Season, insieme al cantante degli Alice in Chains Layne Staley e al batterista degli Screaming Trees Barrett Martin, che pubblicano l'album Above nel 1995, e i Rockfords, gruppo composto dagli ex membri degli Shadow, e che pubblica un album omonimo nel 2000. Ha collaborato anche con vari gruppi e artisti, tra cui gli Screaming Trees, i Tuatara, Mark Eitzel, i Minus 5, i Brad, i Wallflowers, Ozzy Osbourne nell’album Patient number 9, Heart e Peter Frampton.

## Vita privata
Nel maggio 2005 sposa Ashley O'Connor in una cerimonia privata a Maui. La coppia ha avuto una figlia, Kaia, il 12 aprile 2007. La famiglia attualmente vive a Seattle. È affetto dalla malattia di Crohn, patologia autoimmune che colpisce l'apparato digerente. È stato vittima di dipendenza da stupefacenti con una ricaduta nei primi anni novanta, successiva alla morte di Kurt Cobain, e una nel 2000, durante le registrazioni dell'album Binaural.

## Discografia

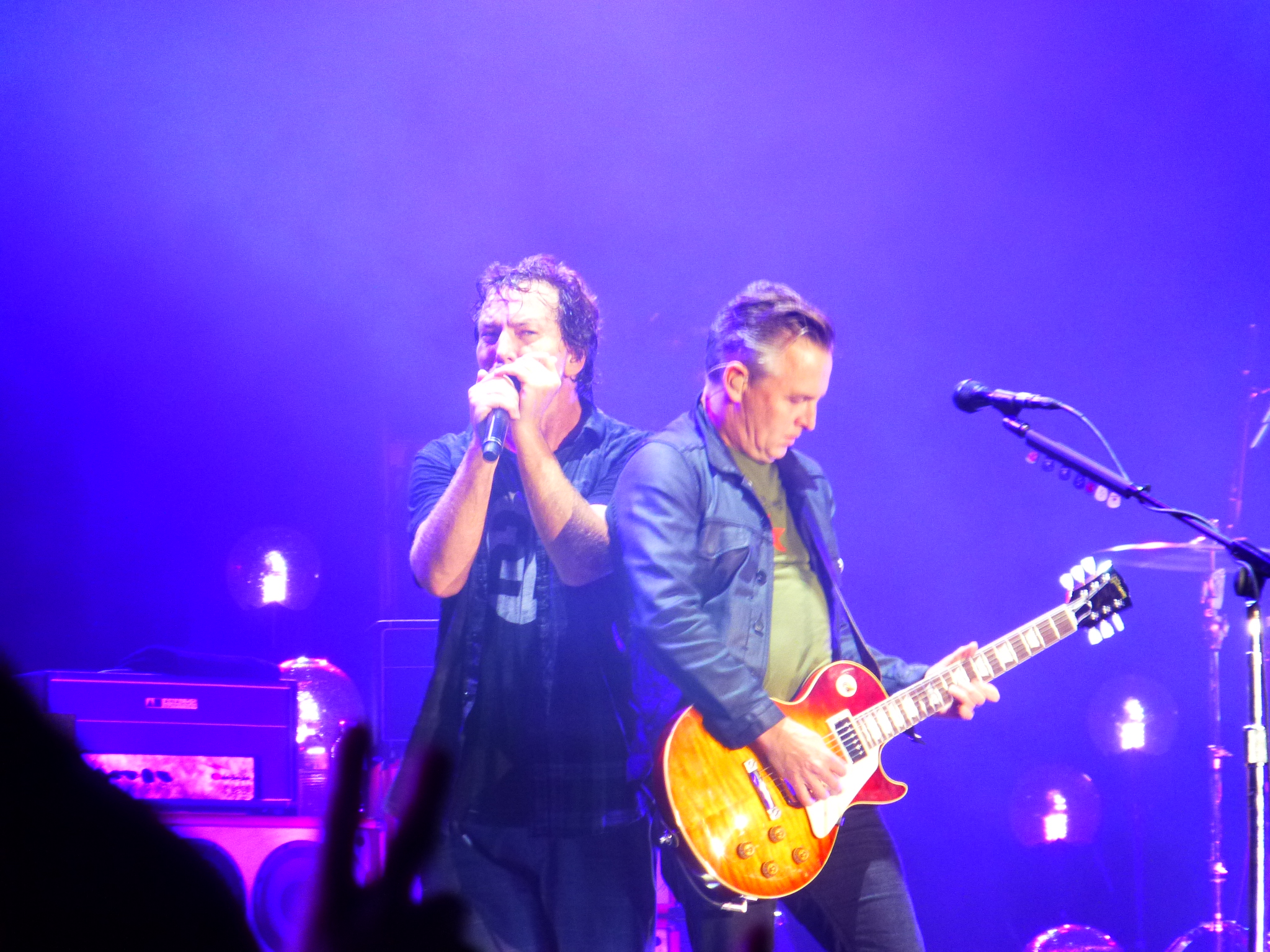
Mike McCready con Eddie Vedder nel 2014

### Pearl Jam
- 1991 - Ten
- 1993 - Vs.
- 1994 - Vitalogy
- 1996 - No Code
- 1998 - Yield
- 1998 - Live on Two Legs
- 2000 - Binaural
- 2002 - Riot Act
- 2003 - Lost Dogs
- 2004 - Rearviewmirror: Greatest Hits 1991-2003
- 2004 - Live at Benaroya Hall
- 2006 - Pearl Jam
- 2006 - Live at Easy Street (EP)
- 2007 - Live at the Gorge 05/06
- 2009 - Backspacer
- 2013 - Lightning Bolt
- 2020 - Gigaton
- 2024 - Dark Matter

### Temple of the Dog
- 1991 - Temple of the Dog

### Mad Season
- 1995 - Above

### The Rockfords
- 2000 - The Rockfords
- 2003 - Live Seattle, WA 12/13/03